# Scilloideae
Scilloideae Burnett, 1835 è una vasta sottofamiglia di piante angiosperme monocotiledoni della famiglia Asparagaceae.
Fra di esse vi sono parecchie comuni piante da giardino, quali Hyacinthus, Hyacinthoides, Muscari e Scilla. Alcuni generi sono molto importanti per la produzione di fiori recisi.

## Descrizione
Le Scilloideae sono erbacee perenni bulbose.
Le piante della sottofamiglia possiedono sei tepali e sei stami con un ovario superiore; per queste caratteristiche in precedenza erano state classificate con i gigli.
Possiedono foglie carnose mucillaginose disposte in una rosetta basale.
Caratteristica di queste piante è la produzione di composti velenosi (bufodienolidi e cardenolidi).

## Distribuzione e habitat
Le Scilloideae sono prevalentemente presenti nelle aree a clima mediterraneo, tra le quali vi sono anche il Sudafrica, l'Asia Centrale e il Sudamerica.

## Tassonomia
In passato, le Scilloideae, come la maggior parte delle piante monocotiledoni, erano collocate nella estremamente ampia famiglia delle Liliacee.
La moderna classificazione APG IV riconosce questa sottofamiglia.
La sottofamiglia comprende i seguenti generi:
- Albuca L.
- Alrawia (Wendelbo) Perss. & Wendelbo
- Austronea Mart.-Azorín, M.B.Crespo, M.Pinter & Wetschnig
- Barnardia Lindl.
- Bellevalia Lapeyr.
- Bowiea Harv. ex Hook.f.
- Brimeura Salisb.
- Daubenya Lindl.
- Dipcadi Medik.
- Drimia Jacq.
- Drimiopsis Lindl. & Paxton
- Eucomis L'Hér.
- Fessia Speta
- Fusifilum Raf.
- Hyacinthella Schur
- Hyacinthoides Heist. ex Fabr.
- Hyacinthus Tourn. ex L.
- Lachenalia J.Jacq. ex Murray
- Ledebouria Roth
- Leopoldia Parl.
- Massonia Thunb. ex Houtt.
- Merwilla Speta
- Muscari Mill.
- Namophila U.Müll.-Doblies & D.Müll.-Doblies
- Ornithogalum L.
- Oziroe Raf.
- Prospero Salisb.
- Pseudogaltonia (Kuntze) Engl.
- Pseudomuscari Garbari & Greuter
- Pseudoprospero Speta
- Puschkinia Adams
- Resnova van der Merwe
- Schizocarphus van der Merwe
- Scilla L.
- Spetaea Wetschnig & Pfosser
- Veltheimia Gled.
- Zagrosia Speta
- Zingela N.R.Crouch, Mart.-Azorín, M.B.Crespo, M.Pinter & M.Á.Alonso